# Comunità ebraica di Spoleto
Una comunità ebraica di Spoleto fu presente nella città umbra tra il XIII al XVI secolo.
I primi documenti attestanti la presenza certa di ebrei a Spoleto risalgono al 1298. Nel 1393 si ha notizia di ebrei che vi si trasferirono da Narni e attorno alla metà del Cinquecento le cronache ricordano l'attività del medico Vitale Antonio de' Pomis. 
Nel 1555, quando papa Paolo IV istituì il ghetto di Roma, i maggiorenti della comunità di Spoleto furono arrestati; fu la premessa al decreto di espulsione del 1569 che mise fine alla presenza ebraica nella città.
A ricordo rimane oggi solo nella toponomastica cittadina il nome di una via: San Gregorio della Sinagoga, una strada a ferro di cavallo attorno ad un edificio che sembra avere tutti i caratteri di un'antica sinagoga, per la sua struttura compatta, aperta solo in alto da finestroni.